# Ніколас Велш

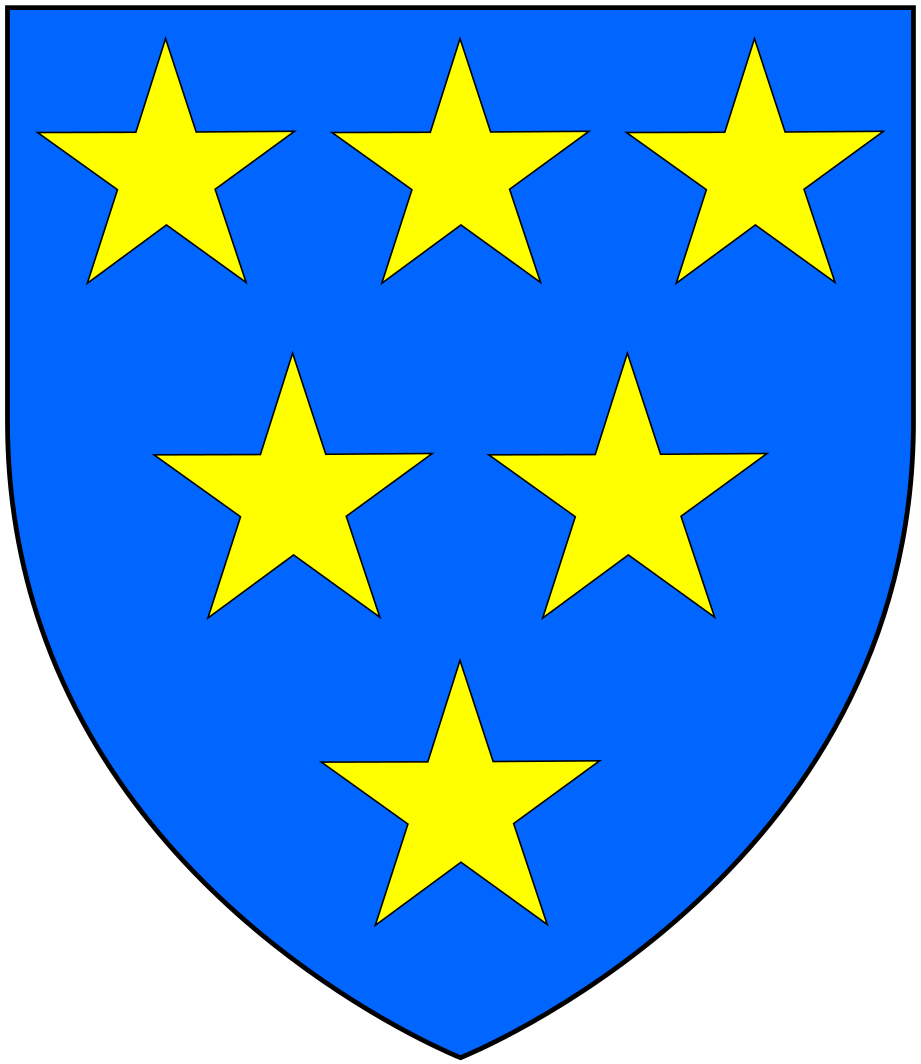
Герб родини Велш.

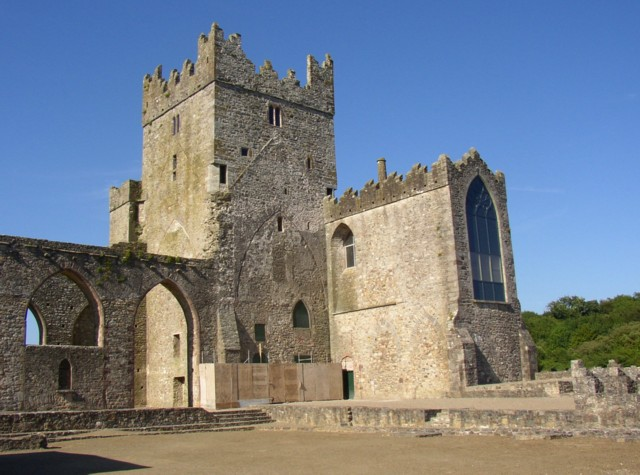
Абатство Тінтерн.

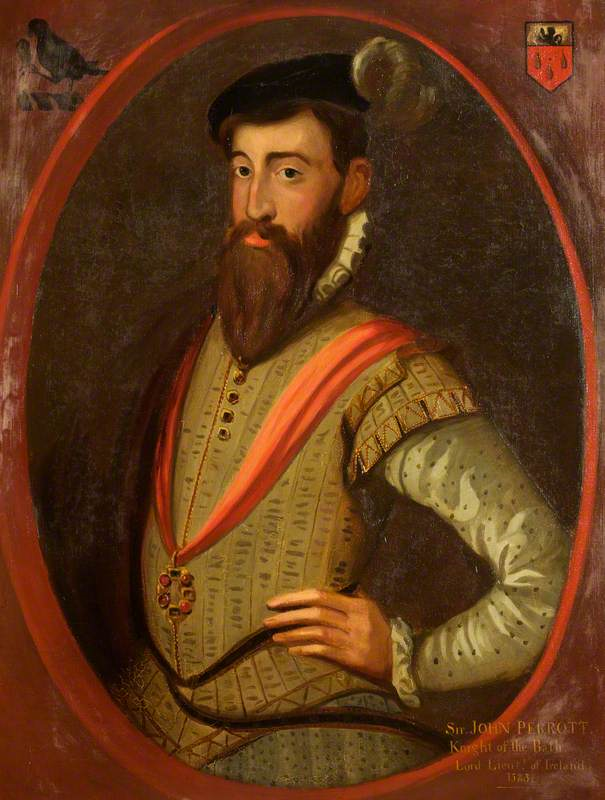
Сер Джон Перрот.

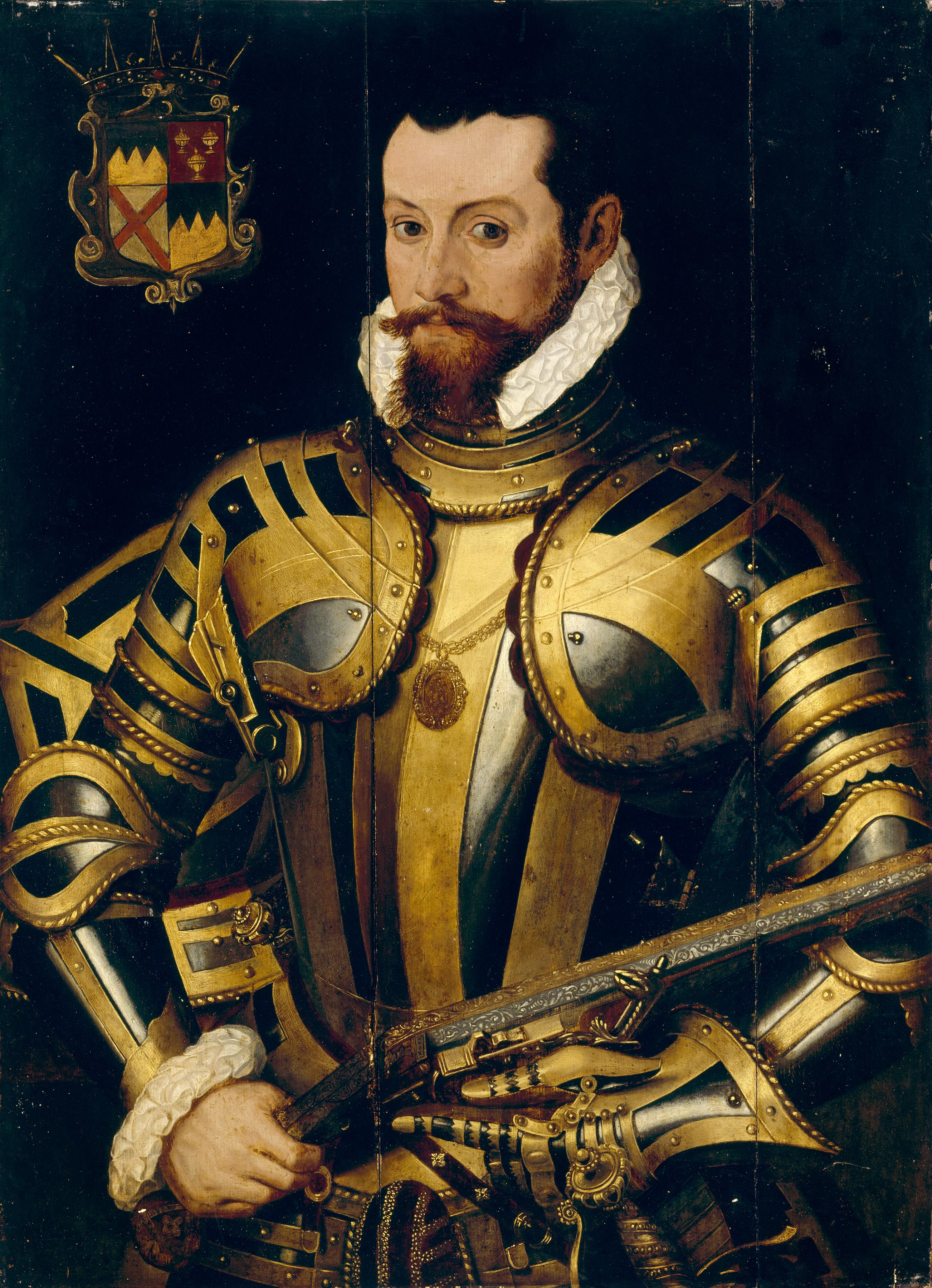
Томас Батлер — Х граф Ормонд.

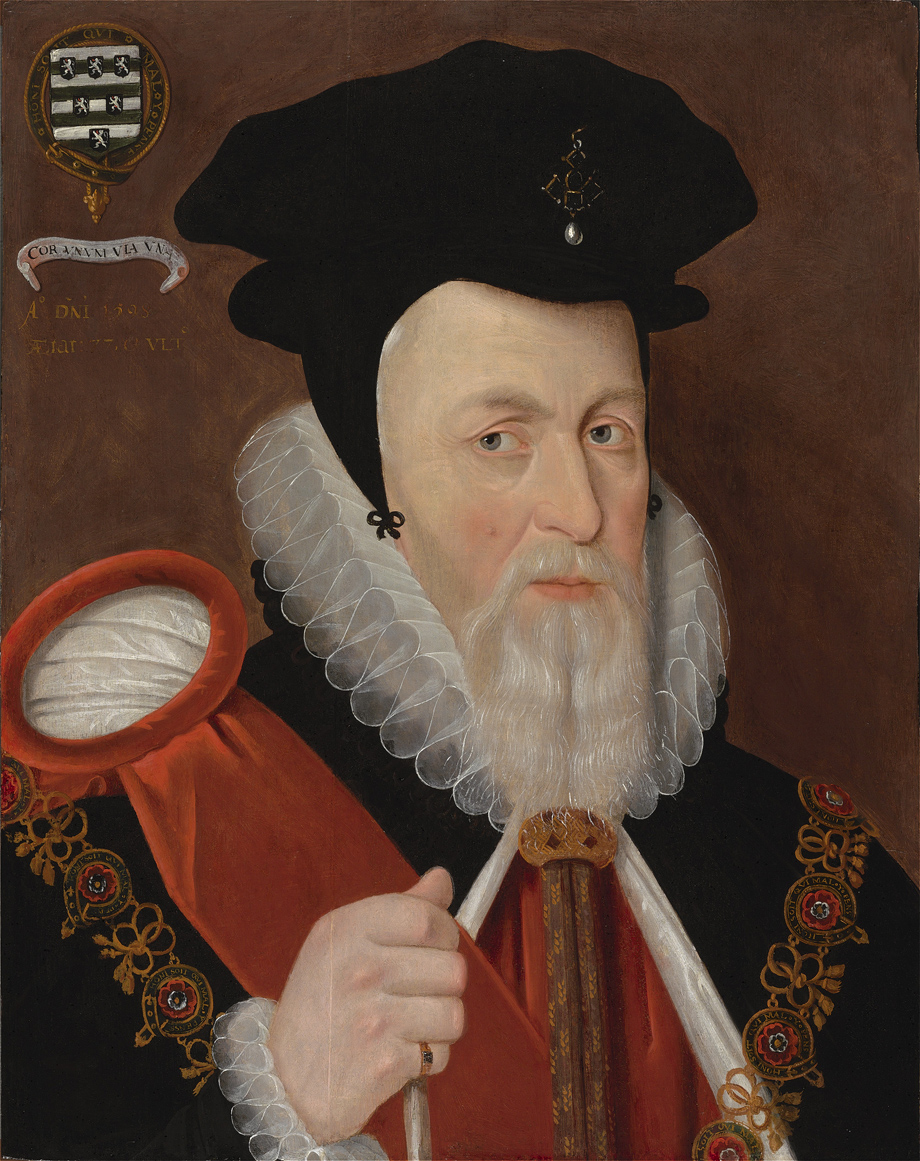
Вільям Сесіл — І барон Берлі.

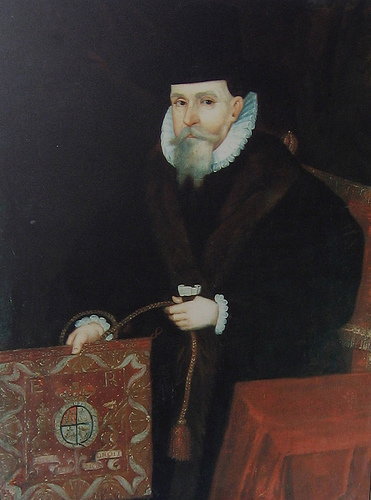
Адам Лофтус — лорд-канцлер Ірландії.

Сер Ніколас Велш (англ. Sir Nicholas Walsh) (1542—1615) — відомий ірландський політик, суддя, землевласник, спікер Палати громад парламенту Ірландії в 1585—1586. Його життя та діяльність припадає на кінець епохи Тюдорів і початок епохи Стюартів на Британських островах. Був союзником лорд-депутата Ірландії сера Джона Перрота. Падіння Перрота завдало шкоди кар'єрі Ніколаса Велша, але потім він відновив свій вплив, силу та владу. Він був відомий своєю вірністю короні Англії. У 1597 році він отримав посаду головного судді Ірландії. Він увійшов до Таємної Ради Ірландії, але обіймав посаду, що була рівнозначна посаді міністра без портфеля. Його відданість короні Англії призвела до того, що на нього здійснили замах ірландські змовники в 1603 році, коли тривало повстання за незалежність Ірландії. Протягом свого життя він зібрав великий капітал і його називали «найбагатшою людиною Манстера (Муму)». Не дивлячись на свою вірність Англії він цікавився ірландською культурою, досліджував ірландську культурну спадшину, що викликало певну повагу з боку ірландців. Йому був адресований вірш «Labhrann ar iongaibh Éireann» — «Говорячи про Ірландію» відомого на той час ірландського поета Тулегна О Маол Хонайре (ірл. — Tuileagna Ó Maoil Chonaire).

## Життєпис

### Ранні роки
Сер Ніколас Велш народився у Вотерфорді. Він був сином Джеймса Велша, що був мером Вотерфорду в 1539—1547 роках. Він був онуком Патріка Велша, що теж був мером Вотерфорду в 1528—1532 роках. Батько Ніколаса Велша помер молодим, тому Ніколас та його сестра Йоганна були під опікою Томаса Батлара — Х графа Ормонд. Граф відправив їх жити в родину Ніколаса Вайта — Майстра Рукописів Ірландії (юридична посада). Родина Велш була багатою і це було основою подальших багатств Ніколаса Велша. У 1561 році Ніколас вивчав право в юридичній школі «Лінкольнс Інн». Його сестра Йоганна вийшла заміж за іншого протеже графа Ормонд — Джеральда Комерфорда, що пізніше став довіреним чиновником корони Англії, суддею Верховного суду Ірландії. Але він помер молодим в 1604 році.

### Рання кар'єра
Першою офіційною посадою Ніколаса Велша була посада реєстратора суду Вотерфорду, яку від обіймав довічно. Після його переселення в Менстер (Муму) він був одним із трьох комісарів, яким було доручено керувати провінцією. Його звинуватили в безсоромному і беззаконному привласнені земель, які належали колись повстанцям і були ним конфісковані. Ці конфіскації і привласнення значно збільшили його статки. Він придбав землі в графствах Корк та Кілкенні. Його маєтки в Клонмор, що в графстві Кілкенні були основним джерелом продовольства для міста Вотерфорд.
Велш став другим суддею провінційного суду Манстера в 1570 році та головним суддею Манстера в 1576 році. Він був у добрих взаєминах з лорд-заступником ФітцВільямом і був постійним кореспондентом лорда Берглі — старшого державного діяча королеви Англії Єлизавети І Тюдор. Під час перебування в Манстері він навів дружні контакти з сером Джоном Перротом. Велша відвищили — він отримав посаду другого судді Суду Королівської Лави, і коли Перрот скликав останній з трьох ірландських парламентів Єлизавети І в 1585 році, Велш дув депутатом Палати громад як представник Вотерфорду. Він був обраний спікером Палати громад і в травні 1586 року виголосив довгу промову на своїй інавгурації, в якій хвалив монархію, дорікав парламенту за те, що той не проголосував за податки, яких вимагає королева Англії та Ірландії, стверджував, що всі три форми суспільства — монархія, аристократія, демократія втілені в уряді Англії, що всі три стани суспільства — монарх, аристократи, народ мають своє право голосу в уряді. Призначення Велша до Таємної Ради Ірландії означало повагу Перрота до нього, хоча він і не мав в Таємній Раді жодних конкретних функцій. Кроуфорд описує це призначення як унікальне.

### Юридична кар'єра
Зближення Велша з Перротом викликало ворожнечу Адама Лофтуса — лорд-канцлера Ірландії. Коли Перрот відійшов від влади, Лофтус почав знищувати Велша. Ніколасу Велшу погрожували судовим переслідуванням за змову з метою незаконного засудження колишнього секретаря Перрота — Генрі Берда, за підробку документів. Завдяки дружбі з ФіцВільямом, який хотів зберегти можливість користуватися послугами Велша, підтримці Берглі, Ніколас уникнув судового переслідування і відновив свій політичний вплив. Раніше йому обіцяли «будь-яку посаду по ходу просування по служ», яка була б вакантною, його розглядали як кандидата на посаду головного барона казначейства Ірландії, але його не пропустили, через ірландське походження. Існувало негласне правило, що Суд Загальним Позовів Ірлан6дії є судом для суддів ірландського походження, і Велш став його головним суддею в 1597 році, отримавши лицарський титул. Він був дуже сумлінним суддею: у той час коли ірландські судді постійно відмовлялися вести судові справи, Велш ретельно вів всі справи, уважно ставився до присяжних, навіть коли йому було вже за 60.

### Повстання у Вотерфорді
Під час Дев'ятирічної війни за незалежність Ірландії Велш був відрізанай від Дубліна в 1599—1600 роках і його життя перебувало в небезпеці як англійського колаборанта. Так само він наражався на небезпеку і по війні, після вступу на престол короля Англії, Шотландії та Ірландії Якова І у 1603 році, коли в містах Ірландії знову спалахнуло повстання проти влади Англії. Головним гаслом повстанців було забезпечення релігійної свободи — католиків у володіннях Англії переслідували. Повстанці хотіли якщо не запобігти коронації Якова І, то вчинити тиск на корону, щоб пом'якшити закони: Яків І був сином королеви Шотландії Марії І Стюарт, що була католичкою. Вважається, що Яків І перед коронацією пообіцяв деякі релігійні свободи. Ніколас Велш намагався переконати жителів Вотерфорду та виборців Вотерфорду проголосити Якова І королем Ірландії, але марно — спалахнуло повстання. Повстанці збиралися вбити Велша, але повстання було придушене. Велш, не дивлячись на свої досягнення на службі і репутацію, ніколи не був популярним, навіть в Вотерфорді.

### Повстання в графстві Корк
Потім спалахнуло повстання в графстві Корк. Під час придушення повстання було заарештовано мера Корка Томаса Сарсфілда, судового реєстратора Корка Вільяма Міда та армійського офіцера лейтенанта Крістофера Моррога за звинуваченням у «державній зраді» та підтримці повстанців. Лейтенанта Моррога повісили після спрощеного суду без якогось глибокого слідства. Сарсфілда помилували після того як він повністю підкорився і визнав владу Англії. Але Мід залишився непокірним, корона Англії створила спеціальний суд, щоб засудити Міда за «державну зраду». Лорд Манстера головував в суді разом з Велшем та двома іншими суддями. Але процес зазнав повного фіаско, оскільки присяжні, попри те, що всі вони були протестантами і відданими Короні Англії, незважаючи на те, що на них чинили тиск, наполягали на тому, що Мід не винен і вимагали його звільнення і виправдання. Файнс Моріс — тодішній секретар лорд-заступника Ірландії, сказав, що ніхто, хто хоч щось знає про Ірландію, не міг очікувати, що ірландські присяжні засудять Міда. Після суду Мід втік до Італії, чим довів підозри Корони Англії. Але з точки зору ірландської суддівської етики Ніколас Велш діяв непорядно, враховуючи його власний досвід в Вотерфорді, де його мало не вбили, тож неупередженим суддею Велша на цьому суді вважати не можна.

### Останні роки
В останні роки свого життя Велш продовжував старанно займатися судовими справами, хоча в 1611 році про нього писали, що він «старий і слабкий». Він безуспішно просив надати йому посаду сержанта-юриста Ірландії, щоб він міг мати рівний статус з іншими суддями з якими йому доводилось працювати. Він був скарбником юридичної школи «Кінгс Інн» у 1609 році. У 1612 році йому було дозволено піти у відставку за станом здоров'я і через три роки він помер. Існує переказ, автор якого Девід Рот — єпископ Оссорі, про те, що він повернувся до лона католицької церкви на смертному одрі, і його поховання відбулося згідно католицьких ритуалів. І це викликало сум'яття в королівському дворі Англії, якому він так вірно служив все життя. Девід Рот розповів цю історію і про барата Ніколаса Велша, і про суддю Джеральда Комерфорда. Тому переказ викликав сумніви. Подальші покоління родини Велш були протестантами і таким чином змогли зберегти свої маєтки та землі від конфіскацій, але старший син Ніколаса Велша був католиком.

## Родина
Головна резиденція Ніколаса Велша була в Клонморі, що в графстві Кілкенні, але про нього писали, що він був «найбагадшою людиною в Манстері», то маєток в Клонморі був лише один з його маєтків.
Перший раз він одружився з Кетрін Комерфорд. Вдруге він одружився з Жакеттою Колклаф — дочкою Ентоні Колклафа, що купив абатство Тінтерн у 1575 році. Ніколас Велш став засновником цілої династії Велшів з Пілтауна, що в графстві Кілкенні. Завдяки своєму впливу та зв'язкам з людьми графа Ормонд Велш придбав величезні маєтки в Манстері після придушення повстання Десмонда в 1579 році.
Він мав сина — Ніколаса Велша Молодшого з Пілтауна (1590—1643), якого часто плутають з його батьком і називають суддею. Під час повстання за незалежність Ірландії 1641 року Ніколас Велш Молодший став одним із лідерів Ірландської Конфедерації і загинув в боротьбі за свободу Ірландії. Він одружився з Мері Колклоф з абатства Тінтерн — племінницею його мачухи Жакетти. Його старший син Томас Велш (1624—1670) залишався в Клонморі до 1640 років. Він одружився з Елеонорою де ла Поер — дочкою Джона де ла Поера — V барона Пауера з Керрагмора та його дружини Рут Пайфо. Елеонора була сестрою Річарда Пауера — І графа Тірон. Завдяки своїм зв'язкам Томас Велш уникнув репресій та конфіскацій, виселення в Коннахт, що стало долею багатьох ірландців після придушення повстання. Він навернувся до протестантської віри та зумів через суд повернути більшу частку майна свого батька-повстанця. Родина використовувала приставку до прізвища «з Пілтауна» до XVIII століття, коли старша лінія родини вимерла зі смертю Роберта Велша в 1788 році. Останні дослідження показують, одна гілка династії Велшів з Канті та Вудстока, що в графстві Вотерфорд, продовжували володіти землями в Пілтауні до кінця ХІХ століття.

## Покровитель ірландської мови
Ірландський поет Тулєгна О Маол Ханайре присвятив Ніколасу Велшу свій вірш «Говорячи про Ірландію». Вірш описує історичні події VIII століття, коли король королівства Айлех Найл Фроссах виніс вирок стосовно матері та її дитини сироти. Присвячення цієї поеми Ніколасу Волшу відбулось тому, що Велш не тільки розмовляв ірландською мовою, але і досліджував ірландську культуру, виконуючи роль «покровителя» ірландської літератури.

## Особистість і репутація
Кроуфорд описує Ніколаса Велша як успішного політика, відомого юриста, що зумів завдяки свої праці, старанності, ретельності, вірності короні Англії подолати ті упередження які були до ірландців з боку англійської влади і зумів досягти високих посад. Проте Болл цинічно припускає, що причино успіху Велша було багатство його родини.